# Gersdorf
Gersdorf település Németországban, azon belül Szászország tartományban. Lakosainak száma 3756 fő (2023. december 31.).

## Népesség
A település népességének változása:
| Lakosok száma | 4024 | 3988 | 3825 | 3828 | 3756 |
|               | 2017 | 2019 | 2021 | 2022 | 2023 |